# A csontok királynője
A csontok királynője (eredeti cím: Queen of Bones) 2023-as amerikai–kanadai horror filmthriller, amelyet Michael Burgner forgatókönyvéből Robert Budreau rendezett. A főbb szerepekben Julia Butters, Jacob Tremblay, Martin Freeman és Taylor Schilling látható.
A filmet 2023. december 2-án mutatták be a Whistler Filmfesztiválon. Magyarországon 2025. április 4-én a HBO Max mutatta be.

## Cselekmény
1931, Oregon: Lillian és Samuel 14 éves ikrek egy erdős elszigeteltségben élnek szigorú, megözvegyült édesapjuk, Malcolm Brass felügyelete alatt. A férfi ritkán hagyja abba, hogy ne emlékeztesse őket az anyjukra, aki szülés közben meghalt, csakhogy ők életben maradhassanak – bár idővel kételkedni kezdenek ebben a történetben. Az ikrek nyomozni kezdenek, és hamarosan felfedeznek egy különös varázskönyvet; a fanatikus hegedűkészítő apjuk mindent elkövet, hogy eltitkolja az igazságot kíváncsi gyermekei elől.

## Szereplők
| Szerep           | Színész               | Magyar hang        |
| ---------------- | --------------------- | ------------------ |
| Lily Brass       | Julia Butters         | Kobela Kíra        |
| Sam Brass        | Jacob Tremblay        | Tóth Márk          |
| Malcolm Brass    | Martin Freeman        | Görög László       |
| Ida May Clemens  | Taylor Schilling      | Tarr Judit         |
| Fredrik P Jensen | Christopher Heyerdahl | Rosta Sándor       |
| George Clemens   | Gavin Rodger          | Nagy Gereben       |
| A boszorkány     | Clare Coulter         | Zsolnai Júlia      |
| A pap            | Martin Julien         | Kajtár Róbert      |
| Lois             | Patricia Phillips     | Menszátor Magdolna |

### Magyar változat
- Magyar szöveg: Petőcz István
- Hangmérnök: Bogdán Gergő
- Vágó: Kránicz Bence
- Gyártásvezető: Kablay Luca
- Szinkronrendező: Molnár Ilona
- Produkciós vezető: Németh Napsugár

A szinkront az Iyuno Hungary készítette el.

## A film készítése
A forgatás 2022 augusztusában kezdődött Kanadában. A filmet Ontarióban forgatták.

## Bemutató
A filmet 2023. szeptember 10-én a 2023-as Torontói Nemzetközi Filmfesztivál Industry Selects programjában vetítették a forgalmazók részére, de nem a nagyközönség számára. A 2023-as Whistler Filmfesztiválon volt a nyilvános premierje.
2024 januárjában bejelentették, hogy a Falling Forward Films megszerezte a film amerikai forgalmazási jogait, amelynek amerikai premierje a Santa Barbara Nemzetközi Filmfesztiválon volt 2024 februárjában.